# Garantiehaftung
Als Garantiehaftung bezeichnet man in der Rechtswissenschaft eine Haftung, die unabhängig vom Verschulden eintritt. Grundsätzlich hat man nur für die Schäden einzustehen, für die man wegen Vorsatzes oder Fahrlässigkeit verantwortlich ist. Bei der Garantiehaftung wird dieser Haftungsmaßstab erweitert. 
Die Garantiehaftung kann sich aus einem Vertrag ergeben (Garantievertrag) oder aus dem Gesetz. Die vertragliche Garantie ist im deutschen Recht in § 443 und § 479 BGB geregelt.